# Arca di San Teodoro
L'arca d'argento di san Teodoro d'Amasea è un’opera del XIII secolo testimonianza dell’argenteria dell’età dei crociati.

## Storia
Si tratta di un'opera del XIII secolo realizzata da argentieri meridionali anonimi. Il reperto, più volte soggetto a schiodature e a interventi nel corso del tempo, era in origine probabilmente più piccolo e chiuso da coperchio. Secondo alcuni le reliquie di Teodoro d'Amasea giunsero a Brindisi dalla città di Euchaita, avvolte in uno sciamito, tessuto in seta e in oro degli inizi del XIII secolo, durante il regno di Federico II, e precisamente il 9 novembre 1225, in occasione delle sue nozze con Isabella di Brienne, regina d’Israele. Le spoglie del santo furono conservate nell’arca d’argento sino al 1899 e poi traslate in cattedrale dove sono attualmente custodite in un’urna-reliquiario realizzata alla fine del secolo scorso con cristalli di Boemia. 
L'arca d'argento, precedentemente conservata nella biblioteca Annibale De Leo, si può attualmente visionare nel Museo Diocesano "Giovanni Tarantini" presso la chiesa di San Paolo Eremita. 

## Descrizione
L'arca, costruita in abete, ha le seguenti misure: lunghezza cm 126, altezza cm 26,5, profondità cm 35. È rivestita da lastre d'argento sulle quattro facce verticali: la frontale e la laterale sinistra sono figurate con rilievi a sbalzo. Nella parte superiore è chiusa con due grate, una semplice di ferro, l’altra d’argento cesellata. Le formelle metalliche del prezioso manufatto, inchiodate su un’armatura lignea (forse non originale), narrano in sequenza la vicenda terrena del milite o generale (nei martirologi occidentali se ne ricordano due, ma il martire è uno solo) Teodoro d’Amasea, della regione anatolica, che morì arso vivo il 9 o il 17 febbraio in un anno imprecisato tra il 306 e il 311, al tempo dell’imperatore Massimiano. 
Sulle lastre sbalzate d’argento vengono rappresentate scene della vita del santo, i protovescovi di Brindisi, Leucio e Pelino, e l’arrivo delle reliquie nel porto. La suddetta lastra, eseguita da un artigiano locale, rappresenta le due colonne ancora integre e fuori dalla cinta di mura sopra la collina di ponente e quattro torri o campanili. In primo piano c’è il vescovo, identificato dalla mitra che porta in testa e dal pastorale dietro di lui, nell’atto di ricevere le reliquie. Il corpo del santo è nudo, a braccia conserte ed aureolato. Una scaletta richiama le operazioni di trasporto dalla nave alla banchina del porto e dietro si intravedono delle linee ondulate a che riprendono le acque del porto. 
L’opera confermerebbe le ipotesi di studiosi e archeologi dell’esistenza di una vecchia rocca normanna coincidente con l’arx (rocca, cittadella, fortezza) romano-messapica, congrua al suo perimetro difensivo attiva almeno sino al 1224 e in abbandono dal 1252.
Si è certi di solo di una delle quattro torri rappresentate cioè della Torre detta di San Basilio che si sa eretta dai bizantini quando nell’886 circa, il generale Niceforo Foca liberò nel porto alcuni prigionieri per dare inizio ai lavori.
Sul lato frontale dell’Arca sono presenti, da sinistra verso destra, le immagini affiancate dei due santi vescovi, Leucio e Pelino, con pallio, mitra e pastorale, raffigurati in atteggiamento benedicente con in alto le iniziali incise: L e P. 
Le varie scene della vita del santo appaiono in ordine sparso sulla lamina d’argento per motivi di rimaneggiamento nel tempo. Tra gli episodi rappresentati l’incendio al tempio pagano di Cibele, la madre degli dei, ad Amasea: il martire vi appiccò il fuoco perché si rifiutava di adeguarsi alle prescrizioni imperiali di fare sacrifici agli idoli. Una seconda scena raffigura probabilmente uno dei vari momenti dell’interrogatorio: il giudice con una spada in mano sembra minacciarlo, mentre assistono alla scena commilitoni e parenti. Dopo, la scena della cella dove viene rinchiuso il santo per morirvi di fame, quindi il martirio: qui Teodoro è in atteggiamento paziente, a torso nudo con le mani legate dietro la schiena tra due soldati con le armi in pugno, mentre due figure più piccole (forse due bambini) sembrano invocarlo. 
In una formella viene anche rappresentata la pia donna Eusebia che chiede al giudice il corpo di Teodoro, per portarlo da Amasea ad Eucaita e seppellirlo in un luogo di sua proprietà, dove in seguito sarebbe sorta una chiesa. Il giudice lo concede e il corpo del santo, rigido e cadente, è deposto nella cassa da giovani curvi. 
Per tre volte, sia pure con qualche particolare diverso, sulla lamina d’argento compare la figura di un cavaliere che trafigge il drago con la lancia: S. Teodoro è raffigurato come S. Giorgio con il nome inciso in caratteri gotici non originali.